# Labarus ignota
Labarus ignota är en tvåvingeart som beskrevs av Jason Gilbert Hayden Londt 2005. Labarus ignota ingår i släktet Labarus och familjen rovflugor. Inga underarter finns listade i Catalogue of Life.